# Eparchia di Kalačinsk
L'eparchia di Kalačinsk (in russo Калачинская епархия?) è una diocesi della Chiesa ortodossa russa, appartenente alla metropolia di Omsk.

## Territorio
L'eparchia comprende la città di Kalačinsk e i rajon Gor'kovskij, Kormilovskij, Muromcevskij, Nižneomskij, Okonešnikovskij, Sedel'nikovskij e Čerlakskij nell'oblast' di Omsk nel circondario federale della Siberia.
Sede eparchiale è la città di Kalačinsk, dove si trova la cattedrale della Resurrezione.
L'eparca ha il titolo ufficiale di «eparca di Kalačinsk e di Muromcevo».

## Storia
L'eparchia è stata eretta dal Santo Sinodo della Chiesa ortodossa russa il 6 giugno 2012, ricavandone il territorio dall'eparchia di Omsk, e contestualmente è entrata a far parte della metropolia di Omsk.